# 麥克貝恩 (密蘇里州)
麥克貝恩（英語：McBaine）是位於美國密蘇里州布恩縣的村。

## 人口
根據2020年美國人口普查的數據，麥克貝恩的面積為0.51平方千米，當中陸地面積為0.50平方千米，而水域面積為0.01平方千米。當地共有人口17人，而人口密度為每平方千米33人。